# Nika Turković
Nika Turković (* 7. června 1995, Záhřeb, Chorvatsko) je chorvatská zpěvačka. 
V roce 2004 se zúčastnila soutěže Dětské Eurovize, kde dosáhla třetího místa s písní Hej Mali. Od té doby vystupovala v mnoha chorvatských pořadech, včetně Studio 10, kde vystupovala s Dinem Jelusićem (vítězem Dětské Eurovize v roce 2003) a skupinou Feminnem (bosenským a chorvatským reprezentantem Eurovize pro dospělé). Také vydala své první album Alien a spustila webové stránky. Na tomto albu zpívá se slavnými chorvatskými zpěváky Tonym Cetinskim a Oliverem Dragojevićem. Žije ve svém rodném městě Záhřebu spolu s matkou Gordanou, otcem Petarem a sestrou Kiarou. Nika zpívá od svých čtyř let a už v šesti letech se objevila v pořadu Turbo Limach show v televizi HRT. Mluví plynně chorvatsky, anglicky, španělsky, italsky a slovinsky. Svou první píseň The Moon and The Stars napsala v devíti letech.

## Alba
- Alien (2006)